# Lignan-de-Bordeaux
Lignan-de-Bordeaux – miejscowość i gmina we Francji, w regionie Nowa Akwitania, w departamencie Żyronda.
Według danych na rok 1990 gminę zamieszkiwały 722 osoby, a gęstość zaludnienia wynosiła 81 osób/km² (wśród 2290 gmin Akwitanii Lignan-de-Bordeaux plasuje się na 564. miejscu pod względem liczby ludności, natomiast pod względem powierzchni na miejscu 1141.).